# فرودگاه بین‌المللی زیامن گائوچی
فرودگاه بین‌المللی زیامن گائوچی (به انگلیسی: Xiamen Gaoqi International Airport) یک فرودگاه همگانی مسافربری با کد یاتا XMN است که یک باند فرود آسفالت دارد و طول باند آن ۳۴۰۰ متر است. این فرودگاه در شهر شیامن کشور چین قرار دارد و در ارتفاع ۱۸ متری از سطح دریا واقع شده‌است.

## شرکت‌های هواپیمایی و مقصدهای پروازی

### مسافری
| شرکت‌های هواپیمایی                             | مقصدهای پروازی |
| --------------------------------------------- | --- |
| ایر چاینا                                     | پکن، چنگدو شوانگلیو، چنگچینگ ییانگبی، سوئکارنو-هتا (پایان در ۲۴ سپتامبر ۲۰۱۷)، تیانجین بینهای، ووهان تیانهه |
| ایر ماکائو                                    | ماکائو |
| آل نیپون ایرویز                               | ناریتا |
| بیجینگ کپیتال ایرلاینز                        | پکن، گایلین لیانگ‌جیانگ، هفئی ژینگیاو، هوهوت بایتا، هونگشان تونکسی، سانیا فونیکس، ووهان تیانهه، شی‌آن شیان‌یانگ |
| دراگون‌ایر                                     | هنگ کنگ |
| سبو پسیفیک                                    | نینوی آکوئینو |
| Chengdu Airlines                              | چنگدو شوانگلیو، جینگانگشان، کونمینگ چانگشوی، لیوژو بایلیان |
| هواپیمایی شرقی چین                            | بائوتو ارلیبان، چانگجو بنیو، دالیان ژووشویزی، هانگجو ژیاشان، هفئی ژینگیاو، هوای‌ان لیانشوی، جینان یاکیانگ، کونمینگ چانگشوی، لینی شابولینگ، نانجینگ لوکو، اوردوس ایجین هورو، شانگهای هونگچیائو، شانگهای پودنگ، ووسو تائی‌یوان، ووهان تیانهه، سانن شوفانگ، شی‌آن شیان‌یانگ، سینینگ کائوجیابو، ییبین سایبا، یینچوان هیدونگ، Yulin، ژان‌جیانگ |
| هواپیمایی شرقی چین اجرا توسط شانگهای ایرلاینز | بایون گوآنگجو، شانگهای هونگچیائو، شانگهای پودنگ |
| China Express Airlines                        | بیجی، چنگچینگ ییانگبی |
| هواپیمایی جنوبی چین                           | چانگچون لونگییا، دالیان ژووشویزی، بایون گوآنگجو، لانگ‌دونگ‌بائو گوئی‌یانگ، هایکو میلان، هانگجو ژیاشان، هاربین تایپینگ، هفئی ژینگیاو، نانجینگ لوکو، نانینگ ووژو، کینگدائو لیوتینگ، سانیا فونیکس، شنینگ تخین، شنژن بن، اورومچی دیووپو، ووهان تیانهه، شیانگیانگ لیوجی، ایوو، ژنگژو سین‌ژنگ |
| چاینا یونایتد ایرلاینز                        | پکن نانیوان |
| فار ایسترن ایر ترنسپورت                       | چارتر: ماگونگ |
| هاینان ایرلاینز                               | پکن، Changzhi، داتنگ بییازاو، هایکو میلان، هاربین تایپینگ، هفئی ژینگیاو، لانجو ژنگچوان، نانچانگ چانگبی، شنینگ تخین، شنژن بن، ووسو تائی‌یوان، اورومچی دیووپو، شی‌آن شیان‌یانگ، سوژو گئوانئین، ژنگژو سین‌ژنگ |
| هبئی ایرلاینز                                 | نانجینگ لوکو، شیاژونگ ژنگدینگ |
| Jiangxi Air                                   | نانچانگ چانگبی |
| جونیائو ایرلاینز                              | بیهای فوچنگ، نانجینگ لوکو، شانگهای هونگچیائو، شانگهای پودنگ |
| کاال‌ام                                        | اسخیپول آمستردام |
| کورین ایر                                     | اینچئون |
| Kunming Airlines                              | کونمینگ چانگشوی، نانینگ ووژو، وویی‌شان |
| Lucky Air                                     | گایلین لیانگ‌جیانگ، کونمینگ چانگشوی |
| مالزی ایرلاینز                                | کوالالامپور |
| مندرین ایرلاینز                               | گاوشیونگ، تائویوان تایوان |
| اوکی ایرویز                                   | چانگشا هوانگهوا، تیانجین بینهای |
| فیلیپین ایرلاینز                              | نینوی آکوئینو |
| شاندونگ ایرلاینز                              | پکن، چانگچون لونگییا، چانگشا هوانگهوا، چنگدو شوانگلیو، چنگچینگ ییانگبی، دالیان ژووشویزی، بایون گوآنگجو، گایلین لیانگ‌جیانگ، لانگ‌دونگ‌بائو گوئی‌یانگ، هانگجو ژیاشان، هاربین تایپینگ، هفئی ژینگیاو، هوهوت بایتا، جینان یاکیانگ، جینگدژن لوییا، کونمینگ چانگشوی، لانجو ژنگچوان، نانجینگ لوکو، نانینگ ووژو، کینگدائو لیوتینگ، Qionghai، کیوژو، Rizhao، سانیا فونیکس، شانگهای پودنگ، شنینگ تخین، ووسو تائی‌یوان، تیانجین بینهای، تونگرن فنگ‌هوانگ، ووهان تیانهه، وویی‌شان، شی‌آن شیان‌یانگ، یانتای چائوشوی، یینچوان هیدونگ، ژنگژو سین‌ژنگ، زوشن پوتوشن، زوهای سانزاهو |
| سیچوان ایرلاینز                               | چانگشا هوانگهوا، چانگجو بنیو، چنگدو شوانگلیو، چنگچینگ ییانگبی، گانژو هوانگژین، هاربین تایپینگ، کونمینگ چانگشوی، ییچون مینگویشان |
| سیلک‌ایر                                       | چانگی سنگاپور |
| اسکای انگکور ایرلاینز                         | چارتر: سیم ریپ |
| اسپرینگ ایرلاینز                              | شانگهای هونگچیائو، شانگهای پودنگ، شیاژونگ ژنگدینگ |
| تیانجین ایرلاینز                              | آنچینگ تیانژوشان، Changde، فویانگ ژیگان، نانچانگ چانگبی، اوردوس ایجین هورو، تیانجین بینهای، شی‌آن شیان‌یانگ، زونی زینزهو |
| تای ایرویز اینترنشنال                         | سووارنابومی |
| Uni Air                                       | سونگشان تایپه |
| وست ایر                                       | چانگشا هوانگهوا، چنگچینگ ییانگبی |
| ژیامن ایرلاینز                                | اسخیپول آمستردام، سووارنابومی، پکن، مکتان-کبو، چانگچون لونگییا، چانگشا هوانگهوا، چنگدو شوانگلیو، چیژوو ییوهواشان، چنگچینگ ییانگبی، دالیان ژووشویزی، انگوراه رای، بایون گوآنگجو، گایلین لیانگ‌جیانگ، لانگ‌دونگ‌بائو گوئی‌یانگ، هایکو میلان، هایلار دنگشان، هانگجو ژیاشان، هاربین تایپینگ، هفئی ژینگیاو، تان سون نهات، هوهوت بایتا، هنگ کنگ، هونگشان تونکسی، سوئکارنو-هتا، جینان یاکیانگ، کالیبو، گاوشیونگ، کوالالامپور، کونمینگ چانگشوی، لانجو ژنگچوان، لیانیونگانگ بایتابو، لهاسا گونگار، لیجیانگ سانی، لس‌آنجلس، لوژو لانتیان، ماکائو، نینوی آکوئینو، ملبورن، Mianyang، نانچانگ چانگبی، نانجینگ لوکو، نانینگ ووژو، نانتونگ زینگدونگ، نینگبو لیشه، کانزای، پوکت، کینگدائو لیوتینگ، سانیا فونیکس، سیاتل-تاکوما، اینچئون، شانگهای هونگچیائو، شنینگ تخین، شنژن بن، سیم ریپ، چانگی سنگاپور، سیدنی، سونگشان تایپه، تائویوان تایوان، ووسو تائی‌یوان، تیانجین بینهای، ناریتا، اورومچی دیووپو، ونکوور، وانچو ووچیاو، ووهان تیانهه، وویی‌شان، شی‌آن شیان‌یانگ، سینینگ کائوجیابو، سوژو گئوانئین، یانچنگ نانیانگ، ییچانگ سانگسیا، یینچوان هیدونگ، Yuncheng، ژنگژو سین‌ژنگ، زوشن پوتوشن، زوهای سانزاهو |

### باری
| شرکت‌های هواپیمایی    | مقصدهای پروازی            |
| -------------------- | ------------------------- |
| آل نیپون ایرویز      | ناریتا                    |
| کارگولوکس            | پکن، لوگزامبورگ - فیندل   |
| کاتای پاسیفیک        | هنگ کنگ، شانگهای پودنگ    |
| چاینا کارگو ایرلاینز | کانزای، شانگهای هونگچیائو |
| هنگ کنگ ایرلاینز     | هنگ کنگ، شانگهای پودنگ    |
| کورین ایر            | اینچئون                   |
| یانگتزه ریور اکسپرس  | کلارک، شانگهای پودنگ      |